# Michael (Michael Jackson)
Michael è l'undicesimo album in studio e il primo album in studio postumo del cantante statunitense Michael Jackson, pubblicato il 10 dicembre 2010 dalla Sony Music.
L'album contiene dieci canzoni inedite che sarebbero state registrate dal 1982 al 2009 in diversi periodi della carriera di Jackson e in diversi studi di registrazione come quelli di Los Angeles e di Las Vegas con diversi produttori e collaboratori tra i quali Theron "Neff-U" Feemster, John McClain, Giorgio Tuinfort, Akon e Teddy Riley.

## Descrizione
Dopo l'improvvisa morte di Michael Jackson, avvenuta il 25 giugno 2009 per un'intossicazione acuta causata dall'anestetico Propofol, la Sony Music e la neonata società gestrice dell'eredità del cantante, The Estate of Michael Jackson, realizzarono il primo singolo inedito dell'artista, intitolato This Is It, risalente in realtà al 1980, che venne inserito nella colonna sonora dell'omonimo lungometraggio musicale dello stesso anno. Al momento della sua morte, Jackson stava lavorando da anni ad un nuovo possibile album in studio, dato che non ne pubblicava uno da Invincible del 2001. In particolare a partire dal 2006/2007, dopo una lunga pausa causata dal processo che aveva subito nel 2005, e dal quale era stato assolto, aveva iniziato a registrare varie tracce con alcuni cantanti e produttori tra i quali Akon, Will.i.am e altri, alcune delle quali trapelarono illegalmente su internet in forma incompleta.
Nove mesi dopo la morte di Jackson, il 15 marzo 2010, Sony e l'Estate firmarono un contratto da record da 250 milioni di dollari che garantiva alla casa discografica i diritti esclusivi di pubblicare fino a dieci diversi progetti con la musica di Jackson in un periodo di sette anni, e venne subito annunciato che il primo progetto sarebbe stato un album di canzoni inedite di Jackson. Si decise così di realizzare il primo album in studio postumo con alcuni dei numerosissimi brani inediti che Jackson si era lasciato dietro. Seguendo in parte alcuni appunti personali del Re del Pop che erano stati recuperati dalla sua abitazione dopo la sua morte, tra cui vi erano diverse liste di canzoni su cui il cantante aveva pianificato di continuare a lavorare in vista del suo prossimo album, venne scelta parte della scaletta. Vennero così contattati alcuni dei produttori discografici e tecnici del suono che avevano lavorato originariamente col cantante ai pezzi rimasti inediti, per lo più rimasti allo stadio di demo, ai quali si aggiunsero altri nuovi produttori. Tre canzoni dell'album furono inoltre recuperate da un presunto EP di canzoni che, secondo i suoi produttori, si sarebbe intitolato Bible, presumibilmente registrate nel corso del 2007 in New Jersey.

## Copertina
La copertina dell'album raffigura il cantante in un'armatura d'oro con due cherubini che gli posano una corona in testa. Sullo sfondo vi sono vari disegni raffiguranti i momenti più importanti della vita del cantante. Sulla spalla di quest'ultimo c'è una farfalla monarca che rappresenta il cambiamento del corpo di Michael. La copertina raffigurava anche il famoso simbolo di Prince, a rappresentare la loro presunta rivalità, ma è stato eliminato dalla Sony dopo alcune controversie e dato che l'artista di Minneapolis non lo aveva autorizzato.
La copertina è stata realizzata dal pittore Kadir Nelson nel 2009. L'artista aveva in precedenza solo parlato a Michael Jackson al telefono nel 2003, dato che il cantante aveva gradito un suo dipinto raffigurante Marvin Gaye. Jackson gli aveva commissionato un dipinto da appendere al Neverland Ranch ma, a causa dei guai giudiziari e del processo a Jackson, alla fine non se ne fece più nulla. Nelson venne ricontattato dall'Estate di Michael Jackson dopo la morte dell'artista, avvenuta il 25 giugno 2009, in modo che potesse realizzare un dipinto che sarebbe poi diventata la cover del primo album postumo di Jackson. Il pittore ha lavorato per cinque mesi al progetto, dall'agosto 2009 al gennaio 2010, con la supervisione dei fratelli di Michael Jackson, Jackie e Marlon Jackson, e il risultato finale è stato un dipinto vero e proprio lungo quasi 3 metri e alto circa un metro e mezzo.

## Promozione
Breaking News fu il primo brano promozionale annunciato da Sony. La notizia venne data il 5 novembre 2010, stesso giorno in cui fu diffuso un teaser di 42 secondi sul sito ufficiale MichaelJackson.com. Nel teaser si vedevano dei giornalisti riportando appunto delle "breaking news" (in inglese "ultime notizie") sul cantante seguito da un breve snippet del pezzo. La canzone, presumibilmente registrata con Eddie Cascio nel 2007 in New Jersey, non venne però estratta come singolo a causa delle polemiche sulla sua originalità sorte subito dopo la prima pubblicazione.

### Singoli
- Il brano intitolato Hold My Hand, in duetto con Akon, fu il primo singolo ufficiale, pubblicato a livello mondiale il 15 novembre.[24] Il singolo venne presentato sul sito ufficiale e successivamente pubblicato in formato digitale.[25]
- Il 30 novembre 2010 il brano Much Too Soon venne reso disponibile in streaming esclusivo per una settimana su iTunes Ping.[26]
- Il 7 dicembre 2010 il brano (I Can't Make It) Another Day (con Lenny Kravitz) venne reso anch'esso disponibile in streaming esclusivo per una settimana su iTunes Ping. Il giorno successivo l'intero album fu reso disponibile sul sito ufficiale del cantante.
- Rispettivamente l'11 e il 21 febbraio 2011 vennero pubblicati i singoli Hollywood Tonight e Behind the Mask, per mercati radiofonici differenti.
- L'ultimo singolo pubblicato per l'album, l'8 luglio 2011, fu (I Like) the Way You Love Me.

## Accuse di non originalità
Secondo la famiglia Jackson e numerosissimi fan dell'artista le canzoni Keep Your Head Up, Monster e Breaking News, inserite nell'album, sarebbero dei falsi non cantati da Jackson. Eddie Cascio, produttore di alcuni di questi singoli, avrebbe assunto Jason Malachi, un cantante con un timbro vocale simile a quello di Jackson e resosi famoso con dei video su YouTube, che avrebbe cantato i brani consegnati poi alla Sony Music. La casa discografica si è difesa dalle accuse chiamando in campo anche Teddy Riley, produttore dei precedenti album di Jackson Dangerous, Blood on the Dance Floor: HIStory in the Mix e Invincible, che ha inizialmente riferito che la voce era quella di Jackson. Sulla pagina ufficiale Facebook di Malachi, intanto, comparve un post dove ammetteva che le tre canzoni incriminate erano state effettivamente cantate da lui, accordandosi con Sony, anche se successivamente, nel suo spazio ufficiale MySpace, lo stesso avrebbe invece smentito il post di Facebook, dichiarando di essere stato vittima di hacker.
Lo stesso Teddy Riley, che era stato inizialmente chiamato da Sony a testimoniare la veridicità delle tracce, si sarebbe in seguito scusato coi fan dicendo di essersi accorto subito che la voce nelle canzoni di Cascio a cui ha lavorato non era quella di Jackson, ma di essere stato imbrogliato.
Taryll Jackson, nipote di Michael Jackson, figlio di Tito Jackson e membro del gruppo musicale 3T, dopo aver partecipato ad un ascolto esclusivo delle tracce incriminate e dopo l'intervista di Oprah a Riley trasmessa in televisione dichiarò:
Anche suo fratello TJ, sempre nipote di Michael Jackson e membro dei 3T, dichiarò riguardo all'utilizzo di campionamenti della voce dello zio nelle canzoni di Cascio:
La Toya, sorella di Michael Jackson, avvicinata da TMZ.com, dopo aver ascoltato i pezzi incriminati ha dichiarato:
Anche Randy Jackson, fratello di Michael, ha negato che la voce nelle canzoni di Cascio fosse quella di suo fratello:
Joseph Jackson, padre di Michael Jackson, e Paris e Prince, figli del cantante, hanno sostenuto che non era la voce del loro familiare mentre la madre di Michael Jackson, Katherine, ha dichiarato:
Jackie Jackson, fratello di Michael, e il co-esecutore testamentario di Michael, John McClain, hanno dichiarato che, prima che l'album fosse pubblicato, volevano che le tre canzoni incriminate fossero rimosse:
Lo storico produttore Quincy Jones, che aveva lavorato con Jackson agli album Off the Wall, Thriller e Bad, e il cantante e produttore will.i.am, che aveva lavorato ad alcuni brani col cantante nel 2007 in Irlanda, hanno anch'essi entrambi messo in dubbio l'autenticità dei pezzi incriminati e hanno inoltre criticato la scelta di mettere mano a dei brani inediti senza l'autorizzazione del cantante scomparso.

### La causa
In una causa presentata in un tribunale della California, la consumatrice Vera Serova sostenne, nella sua azione collettiva contro la Sony Music, che milioni di consumatori erano stati defraudati. In un'aula di tribunale pubblica, il 7 dicembre 2016, gli avvocati della compagnia discografica e della tenuta di Jackson ammisero per la prima volta che le canzoni potevano essere effettivamente delle falsificazioni. La Sony e la tenuta dichiararono di aver acquistato le canzoni dai produttori originali, Porte e Cascio, basandosi solo sulla loro parola. La difesa dichiarò che anche se la voce non fosse stata di Jackson, Sony e la tenuta non avevano fatto nulla di male dicendo che lo erano perché il cosiddetto "non-commercial speech" è protetto dal Primo Emendamento negli Stati Uniti.
Diversi gruppi per la protezione dei consumatori insieme all'ufficio del procuratore generale della California sostengono l'affermazione di Serova che si tratti di un semplice caso di pubblicità ingannevole e che le compagnie da miliardi di dollari non dovrebbero essere in grado di etichettare commercialmente l'arte falsa come autentica. In un comunicato stampa emesso il 29 gennaio 2021, il procuratore generale della California ha dichiarato:
Nell'agosto 2022, la società che gestisce l'eredità di Michael Jackson e la Sony Music hanno raggiunto un accordo per porre fine alla causa affermando che entrambe le parti avevano concordato di porre formalmente fine alla disputa.

### Conseguenze
Nel 2022, dopo dodici anni di polemiche, la casa discografica ha deciso infine di cancellare le tre canzoni incriminate dalla track-list dell'album, pubblicando una nuova versione senza le tre tracce, prima solo in digitale e, in seguito, anche in formato fisico, portando così i brani dell'album da dieci a soltanto sette tracce. Sony Music Entertainment ha dichiarato che ciò era dovuto alla continua distrazione che i contenziosi legali sulla loro autenticità stavano causando ai fan. Il 9 settembre 2022 è stata pubblicata una ristampa in CD dell'album che ha rimosso definitivamente queste tre tracce.

## Tracce
Edizione Attuale
1. Hold My Hand (feat. Akon) – 3:33 (Aliaune Thiam, Giorgio Tuinfort, Claude Kelly)
2. Hollywood Tonight – 4:30 (Michael Jackson, Brad Buxer, Teddy Riley (testi di ponte parlato))
3. (I Like) the Way You Love Me – 4:30 (Michael Jackson)
4. Best of Joy – 3:02 (Michael Jackson)
5. (I Can't Make It) Another Day (feat. Lenny Kravitz) – 3:55 (Lenny Kravitz)
6. Behind the Mask – 5:01 (Michael Jackson, Ryuichi Sakamoto, Chris Mosdell)
7. Much Too Soon – 2:49 (Michael Jackson)

Durata totale: 27:20
Edizione 2010
1. Hold My Hand (feat. Akon) – 3:33 (Aliaune Thiam, Giorgio Tuinfort, Claude Kelly)
2. Hollywood Tonight – 4:30 (Michael Jackson, Brad Buxer, Teddy Riley (testi di ponte parlato))
3. Keep Your Head Up (*) – 5:11 (Eddie Cascio, James Porte)
4. (I Like) the Way You Love Me – 4:30 (Michael Jackson)
5. Monster (feat. 50 Cent) (*) – 5:05 (Eddie Cascio, James Porte, Curtis Jackson (testi di rap))
6. Best of Joy – 3:02 (Michael Jackson)
7. Breaking News (*) – 4:17 (Eddie Cascio, James Porte)
8. (I Can't Make It) Another Day (feat. Lenny Kravitz) – 3:55 (Lenny Kravitz)
9. Behind the Mask – 5:01 (Michael Jackson, Ryuichi Sakamoto, Chris Mosdell)
10. Much Too Soon – 2:49 (Michael Jackson)

Durata totale: 41:53
(*): Per i motivi sopracitati, a partire dal 29 giugno 2022, Keep Your Head Up, Monster e Breaking News non sono più disponibili per il download e lo streaming sulle versioni digitali dell'album e una nuova ristampa dell'album del settembre 2022 ha omesso queste tre canzoni.

## Classifiche
| Classifica (2010) | Posizione massima |
| ----------------- | ----------------- |
| Italia            | 1                 |
| Austria           | 1                 |
| Paesi Bassi       | 1                 |
| Svezia            | 1                 |
| Germania          | 1                 |
| Svizzera          | 2                 |
| Spagna            | 2                 |
| Belgio (Vallonia) | 3                 |
| Polonia           | 3                 |
| Stati Uniti       | 3                 |
| Francia           | 4                 |
| Belgio (Fiandre)  | 4                 |
| Norvegia          | 4                 |
| Danimarca         | 4                 |
| Regno Unito       | 4                 |
| Grecia            | 8                 |
| Finlandia         | 9                 |
| Australia         | 10                |
| Nuova Zelanda     | 10                |
| Portogallo        | 15                |
| Irlanda           | 18                |
| Messico           | 2                 |

### Classifiche di fine anno
| Classifica (2011) | Posizione |
| ----------------- | --------- |
| Italia            | 42        |

## Date di pubblicazione
| Stato       | Data             | Etichetta         | Formato               |
| ----------- | ---------------- | ----------------- | --------------------- |
| Australia   | 10 dicembre 2010 | Sony Music        | CD                    |
| Italia      | 10 dicembre 2010 | Sony Music        | CD                    |
| Germania    | 10 dicembre 2010 | Sony Music        | CD                    |
| Regno Unito | 13 dicembre 2010 | Sony Music        | CD                    |
| Taiwan      | 14 dicembre 2010 | Sony Music Taiwan | CD                    |
| Stati Uniti | 14 dicembre 2010 | Epic Records      | CD, Download digitale |
| Giappone    | 15 dicembre 2010 | Sony Music Japan  | CD                    |